# Biotoecus
Genre
Biotoecus est un genre de poissons néotropicaux de la famille des Cichlidae, de l'ordre des Cichliformes.

## Liste des espèces
Selon FishBase (30 janv. 2016) :
- Biotoecus dicentrarchus Kullander, 1989
- Biotoecus opercularis (Steindachner, 1875)